# No somos animales
No somos animales es una película estadounidense-argentina de comedia y drama de 2013, dirigida por Alejandro Agresti, que a su vez la escribió junto a John Cusack, Kevin Morris y Paul Hipp, musicalizada por Paul Hipp, en la fotografía estuvo Alejandro Agresti y Hans Bonato, los protagonistas son John Cusack, Kevin Morris y Paul Hipp, entre otros. El filme fue realizado por New Crime Productions y Pampa Films, se estrenó el 3 de octubre de 2013.

## Sinopsis
Un actor de Hollywood ya no quiere hacer los largometrajes corporativos de siempre, entonces se muda a Argentina para obtener un papel más significativo.